# Paul Carson
Paul Carson (Toronto, 1952 – Ketchum, 5 giugno 2021) è stato uno sciatore alpino e imprenditore canadese.

## Biografia
Sciatore polivalente originario di Don Mills, Carson entrò nella nazionale canadese a 17 anni; in Coppa del Mondo esordì il 15 marzo 1969 a Mont-Sainte-Anne in slalom gigante (59º), conquistò il miglior risultato il 13 febbraio 1971 nelle medesime località e specialità (25º), ottenne l'ultimo piazzamento il 26 febbraio 1972 a Crystal Mountain in discesa libera (50º) e prese per l'ultima volta il via il 4 marzo 1973 a Mont-Sainte-Anne in slalom speciale, senza completare la gara. Non prese parte a rassegne olimpiche o iridate e si ritirò in quello stesso 1973 per dedicarsi al circuito professionistico nordamericano (Pro Tour), nel quale gareggiò fino al 1981 per divenirne in seguito uno tra i principali promotori; operò in campo imprenditoriale nel campo delle mostre cinofile e, nello sport professionistico, nel tennis, nel beach volley e nel frisbee.

## Palmarès

### Campionati canadesi
- 1 oro (slalom speciale nel 1973)[1][6]